# Martha Nussbaum

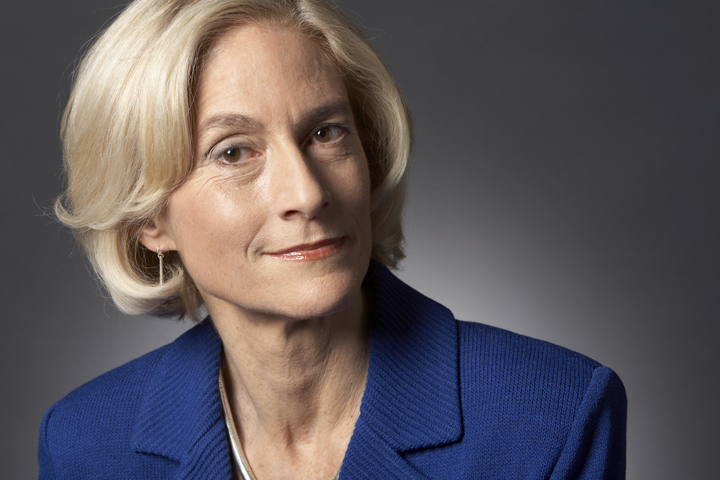
Martha Nussbaum, 2008

Martha Nussbaum, geborene Craven (geboren am 6. Mai 1947 in New York City; auch: Martha C. Nussbaum, Martha Craven Nussbaum), ist Philosophin,  Autorin und Professorin für Rechtswissenschaften und Ethik an der University of Chicago.

## Leben

### Jugend und Studium

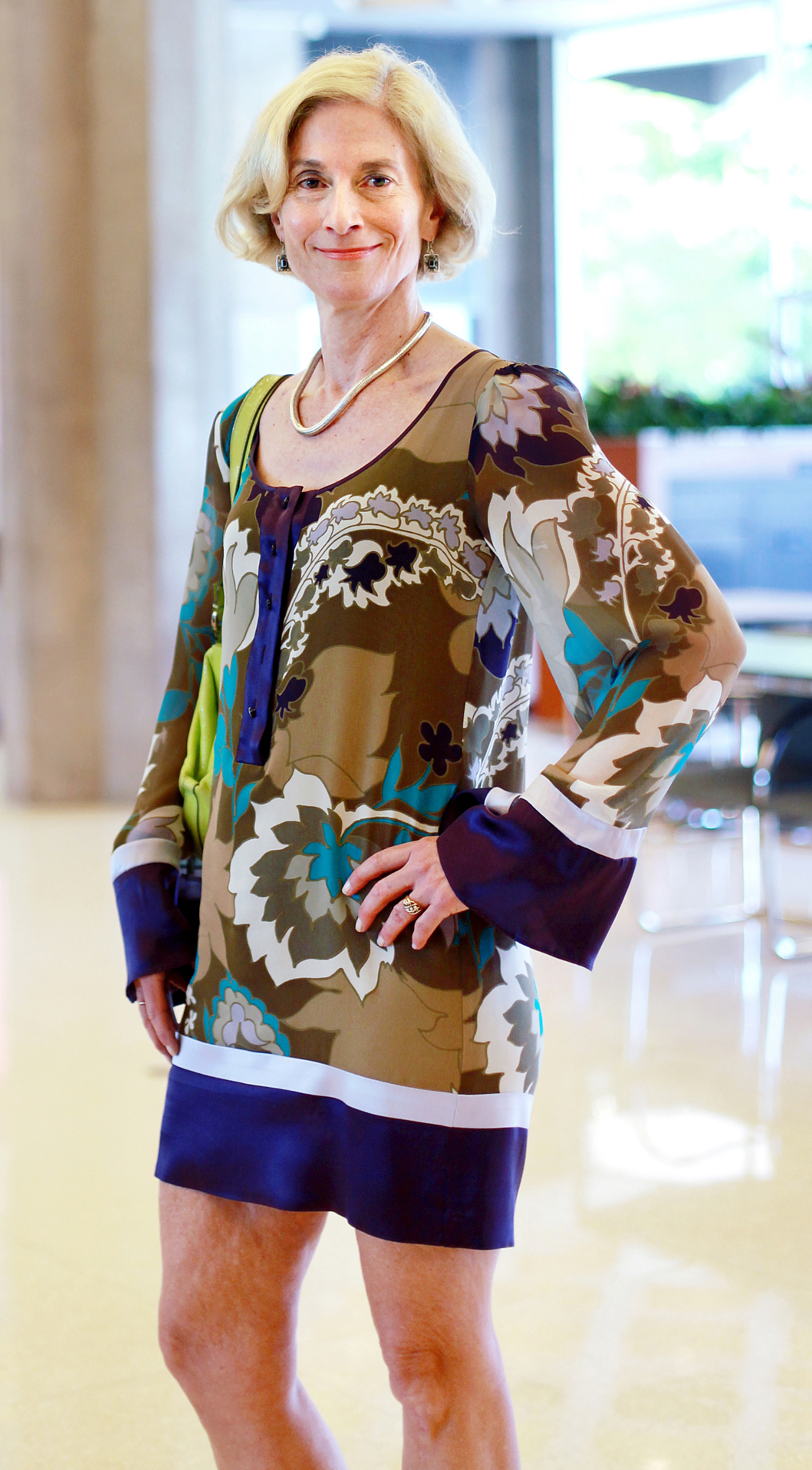
Martha Nussbaum, 2010

Nussbaum ist die Tochter von Betty Warren und George Craven, einem erfolgreichen Rechtsanwalt. Ihr Vater hatte sich aus einfachen Verhältnissen zum Partner in einer großen Anwaltskanzlei hochgearbeitet. Ihre Mutter, deren Familiengeschichte angeblich bis zur Mayflower zurückreicht, war Innenarchitektin und gab ihren Beruf zugunsten der Familie auf. Von ihrem Vater habe Nussbaum nach eigenen Angaben den Fleiß und das Streben gelernt, ihre Fähigkeiten möglichst auszureizen. Ihrer Mutter hingegen verdanke sie das Bewusstsein, dass in einem guten Leben auch Gefühle und Emotionen eine wichtige Rolle spielen. Kurz nach ihrer Geburt war die Familie nach Philadelphia gezogen. Martha Craven wuchs in einem wohlhabenden weißen und protestantischen Umfeld im Vorort Bryn Mawr auf, in dem Geld und Status wesentlich waren (vgl. White Anglo-Saxon Protestant). In ihrer Jugend entstand Distanz zu diesen Erfahrungen. Damit erklärt sie ihre Ablehnung von Eliten, die sich selbst hochstilisieren, seien es nun die „Bloomsbury Group oder Derrida.“
In der Highschool schrieb sie bereits ein Stück in fünf Akten über den französischen Politiker Robespierre und spielte die französische Nationalheldin Jeanne d’Arc auf der Bühne. Anschließend besuchte sie von 1964 bis 1966 das liberale, aber noch nicht koedukative Wellesley College. Im Anschluss studierte Craven klassische Philologie (classics) und Theaterwissenschaften an der New York University. Eine Ausbildung als Schauspielerin gab sie nach einem Jahr auf und fokussierte sich auf die Sprachwissenschaft. Sie erlangte im Jahr 1969 den B.A. und setzte ihr Studium an der Harvard University fort. Im selben Jahr heiratete sie Alan J. Nussbaum, der später Professor für Altphilologie und Linguistik wurde. Aus Anlass der Eheschließung konvertierte Martha Nussbaum zum Judentum.
In den Jahren 1971 und 1972 war sie Teaching Fellow an der Graduate School of Arts & Science in Harvard.
1972 erwarb Martha Nussbaum den M.A. Im selben Jahr wurde sie Mutter. Nach der Geburt ihrer Tochter war sie drei Jahre von der Lehrtätigkeit freigestellt, litt in diesem Zusammenhang aber unter erheblichen Diskriminierungen bis hin zu sexuellen Belästigungen. Zudem vermisste Nussbaum jegliche Rücksicht auf Pflegearbeit für ihre Tochter. Sie wurde 1972 als erste Frau Junior Fellow in Harvard. Dort wurde sie von einem eingesessenen Philologen beglückwünscht, allerdings mit dem Vorschlag, sich statt als „weiblicher Fellow“ doch als „Hetäre“ vorzustellen. Dies bedeutet wörtlich „Gefährtin, Freundin, Genossin“, ist aber eher bekannt als Begriff für eine hochklassische Prostituierte im alten Griechenland.
In Harvard studierte sie bei Bernard Williams während seiner Gastprofessur 1973 und belegte ein Seminar über „Moral Luck“. Sie studierte auch mit Hilary Putnam und John Rawls. Letzterer riet Nussbaum, nicht nur für ein Fachpublikum, sondern auch für eine breitere Öffentlichkeit zu schreiben. In den Jahren 1973 und 1974 übte sie eine bezahlte Lehrtätigkeit am Senior Common Room des St. Hugh’s College der Oxford University aus. Ihren Ph.D. in Altphilologie erwarb sie 1975 bei dem Aristoteles-Kenner G. E. L. Owen. Dafür schrieb sie eine Arbeit über das Werk De Motu Animalium / Περὶ ζῴων κινήσεως von Aristoteles. Diese Arbeit erschien 1978 als Buch.

### Lehrtätigkeit und Forschung für die United Nations University
Nach ihrem Abschluss lehrte Nussbaum acht Jahre lang in Harvard: bis 1980 als Assistant Professor und bis 1983 als Associate Professor. Allerdings hatte sie keine Festanstellung, nachdem ein Antrag auf Tenure an der philologischen Fakultät abgelehnt worden war. Sie wechselte 1984 als Associate Professor mit Festanstellung (tenured) an die Brown University, wo sie 1985 Professorin für Philosophie, Altphilologie und vergleichende Literaturwissenschaften wurde. Eine diese drei Bereiche integrierende Arbeit ist The Fragility of Goodness (dt. „Die Zerbrechlichkeit des Guten“). Es erschien 1986 und war ihr erstes Buch zur Ethik. Damit wurde sie einer breiteren Öffentlichkeit bekannt. Im Buch beschreibt sie die Diskussion, ob man als guter und tugendhafter Mensch stets ein gutes Leben führen kann, trotz ständiger kontingenter Schicksalsschläge. Sie nutzt antike Tragödiendichter als Beispiele, um Platons Rationalismus zu verwerfen. Dabei schließt sie sich Aristoteles’ Auffassung an, dass die Idee eines geglückten Lebens immer im Konflikt zum nicht beherrschbaren Schicksal steht. 1987 wurde sie an der Brown University zum David-Benedikt-Professor ernannt. Im selben Jahr wurde ihre Ehe geschieden; sie behielt aber ihren jüdischen Glauben bei.
Auf einem Seminar im Jahr 1986 lernte sie Amartya Sen kennen. Sie folgte der Einladung, dessen Arbeiten mit Argumenten aus philosophischer Sicht zu untermauern. Von 1987 bis 1993 war sie wissenschaftliche Beraterin (Research Advisor) am World Institute for Development Economics Research (WIDER) in Helsinki, einer Abteilung der United Nations University (UNU). In dieser Zeit war Sen für mehrere Jahre auch ihr Lebenspartner. In ihrem Projekt arbeitete sie in jedem Jahr einen Monat in Helsinki und leitete eine Arbeitsgruppe. Diese entwickelte ein Konzept zur Messung der Lebensqualität in Entwicklungsländern. Gegenstand war insbesondere der von Sen konzipierte Befähigungsansatz (Capability Approach), der über den Index der menschlichen Entwicklung und den Human Poverty Index Eingang in die Weltentwicklungsberichte des Entwicklungsprogramms der Vereinten Nationen (UNDP) und die internationale Forschung über Armut und Ungleichheit gefunden hat. Nussbaum machte sich mit der Realität Indiens vertraut und führte dort später eigene Feldstudien durch. Sie entwickelte ihre eigene, universalistische Variante des Konzepts, das über die Darstellungen Sens hinaus eine konkrete Liste der Faktoren eines guten Lebens enthält. Ein erster Ausfluss der Arbeiten bei WIDER war der umfangreiche Aufsatz „Aristotelian Social Democracy“ aus dem Jahr 1990. Die Forschungsergebnisse wurden in den Büchern The Quality of Life (1993 mit Amartya Sen) und Woman, Culture and Development (1995 mit Jonathan Glover) veröffentlicht.
Nussbaums Buch Love’s Knowledge („Erkenntnis der Liebe“) aus dem Jahr 1990 ist die Fortsetzung ihres kulturphilosophischen Programms zur Verbindung von Philosophie und Literatur, nun auch mit modernen Werken wie beispielsweise Romanen von Henry James. Eine der Hauptaussagen des Buches ist, dass Literatur Einsichten und Wahrheiten vermittelt, die durch philosophische Analyse allein nicht zugänglich sind, weil diese den partikularen Einzelfall nicht genügend erfassen. 1990 erhielt sie hierfür den Brandeis Creative Arts Award im Bereich Sachbuch (non-fiction) und im Jahr 1991 den PEN Spielvogel-Diamondsten Award der besten Aufsatzsammlung.
Im Jahr 1993 durfte sie die Gifford Lectures in Edinburgh halten. Mit dem Thema „Need and Recognition: A Theory of Emotions“ (deutsch „Bedürfnis und Erkennen: Eine Theorie der Emotionen“) arbeitete sie einen weiteren Gesichtspunkt aus, der ein grundlegendes Element ihrer Philosophie ist und als Schwerpunkt unmittelbar Eingang in mehrere ihrer Bücher gefunden hat.
1993 war sie als sachverständige Zeugin im Fall Romer gegen Evans tätig, in dem es um die Einschränkung von Rechten Homosexueller gegen Diskriminierung ging. In ihrer Stellungnahme behauptete sie, dass die Auffassung, nach der in Platons Nomoi von Ekel gegenüber der Homosexualität die Rede sei, auf einer Fehlinterpretation beruhe. Mit ihrer Aussage setzte sie sich erheblicher Kritik aus, die in Bezug auf eine konkrete Übersetzungsfrage und das zugrunde liegende Wörterbuch bis hin zum Vorwurf von Manipulation und Meineid reichte. Auf die Vorwürfe reagierte sie mit dem ausführlichen Artikel „Platonic Love and Colorado Law“, auf den sie wiederum eine Replik von einem ihrer Kontrahenten, Robert P. George, erhielt.
In den Folgejahren erschienen in schneller Folge mehrere Bücher, in denen sie die Philosophie als Therapie und als Grundlage von Bildung und Erziehung thematisierte:
- In The Therapy of Desire („Die Therapie der Begierde“, 1994) untersucht sie anhand der stoischen Philosophie die Möglichkeit der therapeutischen Funktion der Philosophie.
- Poetic Justice („Dichterische Gerechtigkeit“, 1995) beruht auf ihren „Alexander Rosenthal Lectures“ von 1991. Nussbaum entwickelt darin den Vorschlag, dass Personen des öffentlichen Lebens, insbesondere Richter, die Literatur einsetzen sollten, um ihren Horizont in Bezug auf Lebenswelten zu erweitern, die ihnen sonst nicht zugänglich sind.
- Love for Country? („Liebe zum Land?“, 1996), die Dokumentation einer Debatte über den Patriotismus, die Nussbaum ausgelöst hatte, mit 29 Stellungnahmen von Intellektuellen, in der sie sich für einen Vorrang des Multikulturalismus vor dem Patriotismus einsetzt.
- Cultivating Humanity („Kultivierung der Menschlichkeit“, 1997) ist eine Untersuchung zu Bildungskonzepten an verschiedenen amerikanischen Universitäten und zugleich ein Plädoyer für ein Weltbürgertum und eine liberale Erziehung zum Multikulturalismus. Das Buch wurde 1998 mit dem Ness Book Award der Association of American Colleges and Universities ausgezeichnet und erhielt 2002 den Grawemeyer Award im Bereich Erziehung.

### Wechsel nach Chicago

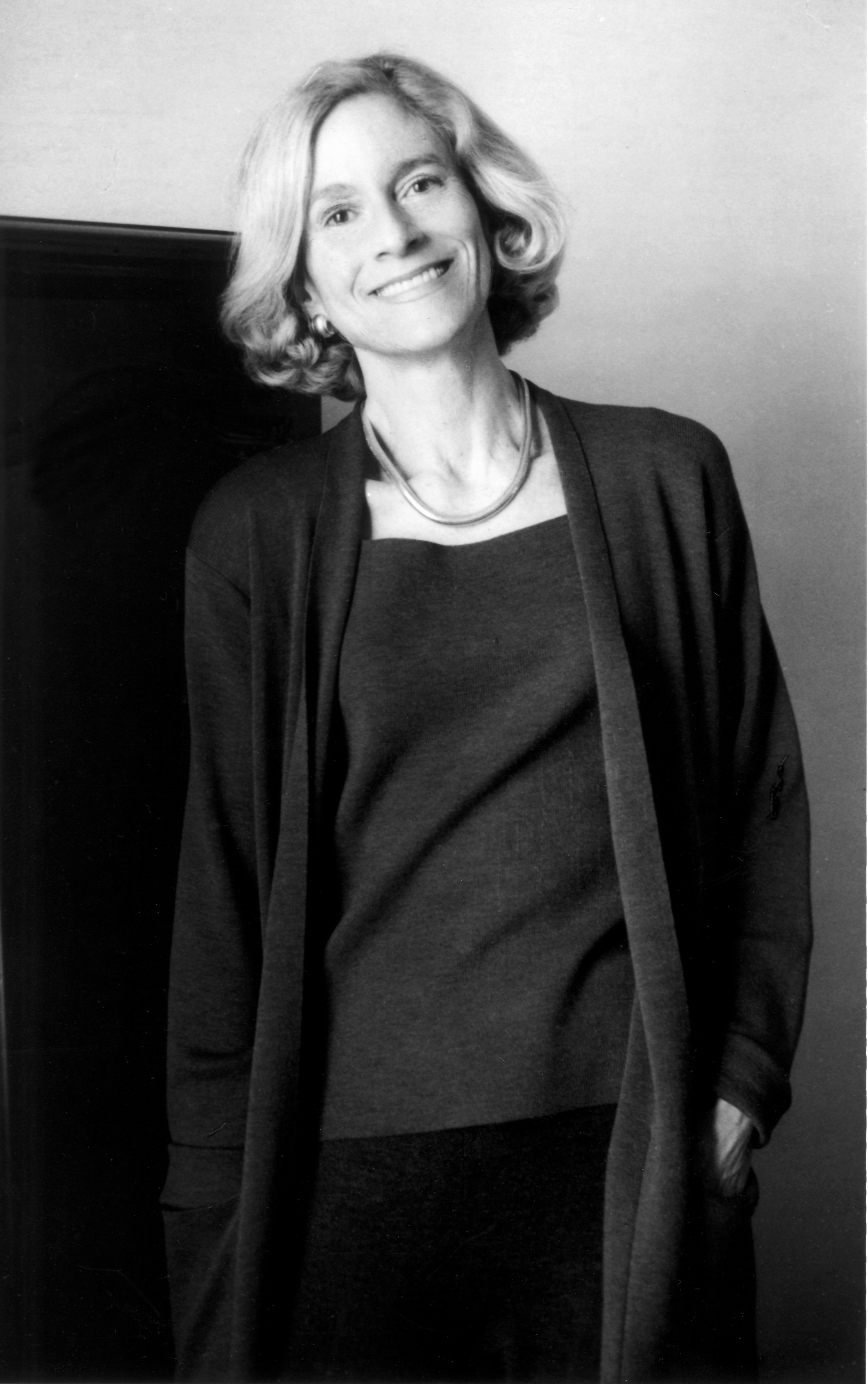
Nussbaum 2004

Im Jahr 1995 erhielt Nussbaum an der University of Chicago eine Stelle als Professorin für Recht und Ethik. Die Berufung erfolgte für die Rechtsfakultät (Law School) und die Theologische Fakultät (Divinity School) sowie das College der Universität. Darüber hinaus war sie assoziiertes Mitglied in den Fakultäten für Philosophie und Altphilologie.
Im Jahr 1996 erhielt sie die Stelle des Ernst Freund Distinguished Service Professor of Law and Ethics als Mitglied der Fakultäten für Recht, Philosophie und Theologie. Weiterhin ist sie den Fakultäten für Altphilologie und seit 2003 für Politische Wissenschaften assoziiert. Sie ist Mitglied des Committee on Southern Asian Studies, hat den Mitvorsitz des Human Rights Program und ist Gründerin (2002) und Koordinatorin des Center for Comparative Constitutionalism (Zentrum für vergleichende Verfassungsstudien) der Universität in Chicago.
Auch nach Beendigung ihrer Tätigkeit für die Universität der Vereinten Nationen beim WIDER befasste sich Nussbaum intensiv mit Fragen der Entwicklungspolitik und unternahm mehrere Studienreisen nach Indien. Als ein Ergebnis dieser Beschäftigung erschien 1999 das Buch Sex & Social Justice („Geschlecht und soziale Gerechtigkeit“), in dem sie einen eigenständigen liberalen Feminismus entwickelt und eine weiter ausgearbeitete Fassung ihres Befähigungsansatzes als Beitrag zur Diskussion der sozialen Gerechtigkeit vorlegt. Das Buch gewann 2000 den Buchpreis der North American Society for Social Philosophy.
Im Jahr 1999 veröffentlichte sie einen kritischen Artikel über Judith Butler mit dem Titel „The Professor of Parody“. Für Butler ist nicht nur das gesellschaftliche Geschlecht (gender), sondern auch das Verständnis für das biologische Geschlecht (sex) diskursiv bestimmt und vor allem durch Machtverhältnisse, Normen und gesellschaftliche Zwänge bedingt. In ihrem Buch Das Unbehagen der Geschlechter schlägt Butler vor, durch „Parodien“ und Überzeichnungen dieser Machtverhältnisse auf Veränderungen des Bewusstseins in der Gesellschaft hinzuwirken. Hieran knüpft Nussbaum mit dem Titel ihres Aufsatzes an. Sie wirft Butler eine Philosophie der Ausweglosigkeit vor, weil diese mit Michel Foucault behaupte, dass Reformen nur wieder zu neuen Machtstrukturen führen, die zwar anders, aber nicht besser seien. Gestützt durch ihre kaum zu verstehende Sprache bewirke Butlers Philosophie daher einen „Quietismus“ bei ihren Lesern, indem sie die Menschen aller Hoffnungen beraube und Diskussionen schon durch ihre Sprache ersticke. Nussbaum setzt sich hingegen für eine feministische Position ein, die ausdrücklich die Idee des Humanismus integriert: „Wir brauchen einen Humanismus, der das öffentliche Tun wieder lenken kann.“
Auch das Buch Women and Human Development („Frauen und die menschliche Entwicklung“) aus dem Jahr 2000 ist eine Diskussion des Befähigungsansatzes vor dem Hintergrund der geschlechtsspezifischen Ungleichheit zulasten der Frauen, die Nussbaum an verschiedenen Beispielen aus Indien herausarbeitet. Eine maßgebliche Bedingung dieser Ungleichheit ist demnach die Armut.
Nussbaums neuere Bücher befassen sich vor allem mit der Bedeutung von Emotionen:
- Upheavals of Thought („Umbrüche des Denkens“, 2001) ist die umfangreiche Ausarbeitung der These, dass es keine ethische Theorie ohne angemessene Theorie der Emotionen gibt, wobei Emotionen als Formen von Aufmerksamkeit und eines intensiven Engagements einen wesentlichen Teil des kognitiven Apparates ausmachten.
- Hiding from Humanity („Versteckt aus Gerechtigkeit“, 2004) ist eine Untersuchung über die Bedeutung der Gefühle Ekel und Scham für die Rechtspraxis. Dabei wendet sie sich gegen den Einfluss von öffentlichem Abscheu auf Rechtsfragen zu Prostitution oder Homosexualität. Das Buch wurde im Jahr des Erscheinens mit dem Buchpreis der Association of American University Publishers im Bereich Recht ausgezeichnet.

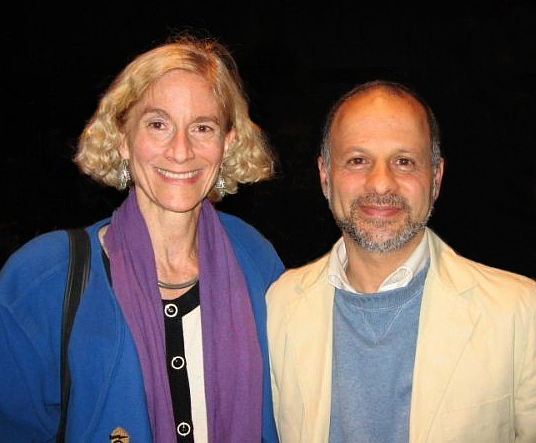
Nussbaum mit dem iranischen Regimekritiker Akbar Gandschi

Gemeinsam mit Amartya Sen gründete Nussbaum im Jahr 2004 die „Human Development and Capability Association“. Als Nachfolgerin des Gründungspräsidenten Sen war Nussbaum von 2006 bis 2008 amtierende Präsidentin der Organisation.
Das Buch Frontiers of Justice („Die Grenzen der Gerechtigkeit: Behinderung, Nationalität und Spezieszugehörigkeit“) aus dem Jahr 2006 ist eine erneute Untersuchung zum Befähigungsansatz, in dem nun die Position von Menschen mit Beeinträchtigungen oder Behinderungen, der Gegensatz von Arm und Reich sowie die Stellung von Tieren im Mittelpunkt stehen. Nussbaum weist den jeweils Schwächeren ein Recht auf Fürsorge durch die menschliche Gesellschaft zu.
Die folgenden Schriften beziehen die Frage nach der Bedeutung der Religion und der Rolle in der Gesellschaft mit ein:
- The Clash within („Der innere Konflikt“, 2007) zeigt am Beispiel der zum Teil gewaltsamen Unterdrückung von Muslimen durch Hindus in Indien die schädlichen Folgen einer intoleranten Religion. Für Nussbaum droht weniger Gefahr durch einen Zusammenprall der Kulturen als durch den Gegensatz, der in jedem Einzelnen selbst liegt und durch Überzeugungen hervorgerufen wird, die letztlich auf selbstschützenden Aggressionen beruhen.
- Liberty of Conscience („Freiheit des Gewissens“, 2008) beschreibt die Tradition der Religionsfreiheit in den Vereinigten Staaten und tritt für Toleranz und gegen religiöse Vorurteile ein.

Nussbaum bezeichnet sich selbst als Anhängerin des Reformjudentums, das ihrer Aussage nach „von den rationalistischen Idealen Immanuel Kants und Moses Mendelssohns inspiriert wurde.“ Die Verbundenheit zur jüdischen Religion zeigt sich in einer Bat Mitzwa, die Nussbaum am 16. August 2008 in Chicago feierte. Sie veröffentlichte bereits 24 Monographien und über 450 Artikel. Weitere Werke über Verantwortung und Versöhnung bei sexuellem Missbrauch und Gerechtigkeit für nicht-menschliche Tiere in Zukunft befinden sich aktuell in Planung.

### Mitgliedschaften und Auszeichnungen
Nussbaum ist seit 1975 Mitglied der American Philosophical Association, in der sie in einer Vielzahl von Komitees aktiv war und in den Jahren 1999 bis 2000 der Central Division als Präsidentin vorstand. In der American Academy of Arts and Sciences ist sie seit 1988 Fellow. 1995 wurde sie in die American Philosophical Society aufgenommen. 2008 wurde sie zum korrespondierenden Mitglied der British Academy gewählt. Darüber hinaus ist sie in einer Reihe anderer berufsständischer Organisationen vertreten.
Nussbaum wurde mit über sechzig Ehrendoktorwürden und vergleichbaren Titeln ausgezeichnet. Sie hielt Gastprofessuren in Paris (1984), Oxford (1986–1987), Chicago (1992 und 1994), Stanford (1992), University of California (1993), Oslo (1994 und 1998), Neu-Delhi (2004) und Harvard (2007). 2013 nahm sie die zweite Dagmar-Westberg-Stiftungsprofessur an der Johann Wolfgang Goethe-Universität Frankfurt am Main wahr.
Nussbaum erhielt im Februar 2009 vom Wissenschaftszentrum Berlin für Sozialforschung (WZB) den mit 100.000 Euro dotierten A.SK Social Science Award für ihre Forschungen über die Bedingungen menschlichen Zusammenlebens und soziale Gerechtigkeit. Ihr wurden für 2012 der Prinz-von-Asturien-Preis für Gesellschaftswissenschaften und für 2016 der Kyoto-Preis in Kunst und Philosophie zugesprochen.
Im Juni 2012 hielt sie als Preisträgerin der Albertus-Magnus-Professur der Universität zu Köln zwei Vorlesungen zur Politik der Furcht und zur religiösen Intoleranz sowie ein Seminar unter dem Titel „Political Emotions: Why Love Matters for Justice“. Ihre Arbeit mündete in das 2013 unter demselben Namen erschienene Buch.
2017 erhielt Nussbaum den Don M. Randel Award der American Academy of Arts and Sciences.
2018 verlieh ihr das Nicolas-Berggruen-Institut den mit 1 Mio. US$ dotierten Berggruen-Preis. 2021 wurde Nussbaum der Holberg-Preis zugesprochen, 2022 der Balzan-Preis.

## Positionen
Nussbaum bezeichnet sich als Aristotelikerin und stellt die Frage nach dem guten Leben in den Mittelpunkt ihrer Arbeiten zur praktischen Philosophie. Ursprünglich Altphilologin, bezieht sie sich stark auf die Philosophie des Aristoteles und der Stoa, die sie der Literatur von der griechischen Tragödie bis zum modernen Roman gegenüberstellt. Sie vertritt die These, dass eine sachgemäße Ethik die Ebene der Emotionen einbeziehen und ihnen einen eigenen Erkenntniswert zuschreiben muss. Nussbaum hat einen engagierten Standpunkt entwickelt, der einen liberalen Feminismus umfasst, vor allem aber in der politischen Philosophie für einen Multikulturalismus, ein Weltbürgertum und internationale Gerechtigkeit eintritt. Sie ist bekannt für den Capability Approach (Fähigkeiten-Ansatz) in der Entwicklungspolitik, den sie zusammen mit Amartya Sen entwickelte. Mit ihrem umfangreichen Werk hat Nussbaum mehrere Literaturpreise und 56 wissenschaftliche Ehrengrade erhalten, und sie gilt als „eine der profiliertesten Philosophinnen der Gegenwart“.

## Rezeption, Bewertung und Kritik
Dieter Röh wandte Nussbaums Formulierung des Befähigungsansatzes auf die Soziale Arbeit an. Röh verglich dabei die zehn capabilities nach Nussbaum mit Kategorien, die sich aus anderen Ansätzen ableiten lassen: der Fürsorge- und Bedürfnistheorie nach Ilse Arlt, der Systemtheorie nach Werner Obrecht und dem Lebenslagenkonzept von Gerhard Weisser.
Der politische Philosoph und Journalist Thomas Gutschker sieht bei Nussbaum (ebenso wie bei Alasdair MacIntyre) ein Bemühen, das aristotelische Polisideal – wenn nicht in konkreter Gestalt, so doch als konsensfähigen normativen Bezugspunkt – in der eigenen Gegenwart wiederzuentdecken. Diese Haltung greife kurzschlussartig und unvermittelt auf das antike Vorbild zurück, ohne ausreichend die Differenz zwischen Vergangenheit und Gegenwart zu reflektieren.

## Veröffentlichungen (Auswahl)

### Bücher
Monographien
- Aristotle’s De Motu Animalium. Text with Translation, Commentary, and Interpretive Essays. Princeton University Press 1978, ISBN 0-691-02035-3.
- The Fragility of Goodness: Luck and Ethics in Greek Tragedy and Philosophy. Cambridge University Press 1986; zweite, überarbeitete Ausgabe 2001, ISBN 0-521-79472-2. (books.google.de)
- The Therapy of Desire. Theory and Practice in Hellenistic Ethics. Princeton University Press 1994, ISBN 0-691-00052-2. Rezension Edward T. Oakes, Eros and Rage bei First Things, ; (books.google.de)
- Poetic Justice. The Literary Imagination and Public Life. Beacon Press 1996, ISBN 0-8070-4109-2. Rezension Alan Jacobs Review Essay: Martha Nussbaum, Poet's Defender; Rezension Alfred Applegate: Martha Nussbaum on Hard Times or What you see is what you are (PDF; 102 kB)
- Cultivating Humanity: A Classical Defense of Reform in Liberal Education. Harvard University Press, Cambridge, Mass. 1997, ISBN 0-674-17949-8 Rezension David Gordon, the Mises Review; Rezension (PDF; 136 kB) Martin Gunderson in Frontiers Journal; Rezension; Rezension Nicolas C. Burbules in Harvard Educational Review, sieht Nussbaums Buch „sehr ambivalent“; (books.google.de)
- Plato’s Republic: The Good Society and The Deformation of Desire (Bradley Lecture Series Publication), Library of Congress 1998, ISBN 0-8444-0951-0.
- Sex & Social Justice. Oxford University Press, New York/Oxford 1999, ISBN 0-19-511210-5 Rezension aus feministischer Sicht: Maria Russo, Rescuing the Feminist Book bei Salon.com|Salon; Rezension Alan Ryan: Cultural Perversions. In: New York Times. 21. März 1999; Rezension (Memento vom 10. Dezember 2012 im Webarchiv archive.today); Rezension; (books.google.de)
  - nur zum Teil auf Deutsch: Konstruktion der Liebe, des Begehrens und der Fürsorge. Drei philosophische Aufsätze. übersetzt von Joachim Schulte, Reclams Universal-Bibliothek 18189, Reclam, Stuttgart 2002, ISBN 3-15-018189-5; enthält drei der fünfzehn Aufsätze des engl. Originals: Die feministische Kritik des Liberalismus (The Feminist Criticism of Liberalism), Verdinglichung (Reification) und Konstruktion der Liebe, des Begehrens und der Fürsorge (Construction of Love, Desire, and Care); Rezensionen zur deutschen Ausgabe: Rolf Löchel, Menschen sind keine Münzen. literaturkritik.de. Nr. 11, November 2002. – Fritjof Bönold, Norbert Walz, Martha C. Nussbaum, Konstruktion der Liebe, des Begehrens und der Fürsorge (PDF-Datei; 161 kB), Widerspruch Nr. 40, 2003, S. 127–130.
- Women and Human Development. The Capabilities Approach. Cambridge University Press, Cambridge 2000, ISBN 0-521-66086-6 Rezension von Rosalind I. J. Hackett; Rezension von Ellen Willis; Rezension von John Ambrosio (Memento vom 13. Juni 2010 im Internet Archive); (books.google.de)
- Ethics and Political Philosophy. Vortrag und Kolloquium in Münster 2000, hrsg. v. Angela Kallhoff, Lit, Münster 2001, ISBN 3-8258-4881-7.
- Upheavals of Thought: The Intelligence of Emotions. Cambridge University Press 2001, ISBN 0-521-53182-9 Rezension; Rezension; Interview (PDF; 165 kB); (books.google.de)
- Hiding from Humanity. Disgust, Shame, and the Law. Paperback Auflage. Princeton University Press, Princeton 2006, ISBN 0-691-12625-9 (Erstausgabe:  2004).
  - Rezensionen: Stefanie A. Lindquist: Hiding from Humanity. In: Law & Politics Book Review. Band 14, Nr. 9, September 2004, S. 708–710 (bsos.umd.edu (Memento vom 12. November 2012 im Internet Archive)). – Howard A. Doughty: Hiding from Humanity. In: The Innovation Journal. Band 11, Nr. 1, Juni 2006 (innovation.cc [PDF; 105 kB]). – Peter H. Huang, Christopher J. Anderson: A Psychology of Emotional Legal Decision Making. In: Minnesota Law Review. Band 90, (Frühling), 2006, S. 1045–1071 (sss.ias.edu [PDF; 226 kB]). – Paul Corcoran: The rhetoric of shame in the lachrymose country. In: Australian Review of Public Affairs. 8. November 2004 (australianreview.net).
- Frontiers of Justice: Disability, Nationality, Species Membership (= The Tanner Lectures on Human Values.) Belknap Press of Harvard University Press, Cambridge, Mass. u. a. 2006, ISBN 0-674-01917-2.
  - deutsch: Die Grenzen der Gerechtigkeit: Behinderung, Nationalität und Spezieszugehörigkeit. Übersetzt von Robin Celikates und Eva Engels. Suhrkamp, Frankfurt am Main 2010, ISBN 978-3-518-58554-2 (Rezensionen der deutschen Ausgabe: Alexandra Kemmerer, Gelingen kann das Leben nur gemeinsam. In: Frankfurter Allgemeine Zeitung, 14. Oktober 2010 https://www.faz.net/aktuell/feuilleton/buecher/rezensionen/sachbuch/martha-nussbaum-die-grenzen-der-gerechtigkeit-gelingen-kann-das-leben-nur-gemeinsam-11057414.html – Thomas Meyer, Unter dem Schleier der Arglosen. Die Welt. 29. Januar 2011 – Wilhelm Vossenkuhl: Gerechtigkeit und ihre Grenzen. In: Neue Zürcher Zeitung. 29. Januar 2011)
- Why Practice Needs Ethical Theory. Particularism, Principle, and Bad Behavior. In: Steven J. Burton (Hrsg.): The Path of the Law and Its Influence. S. 50–86, Cambridge University Press, Cambridge 2000, ISBN 0-521-63006-1.
  - deutsch: Vom Nutzen der Moraltheorie für das Leben. Übersetzt von Joachim Schulte, mit einem Interview von Klaus Taschwer mit Martha Nussbaum: Liberaler Aristotelismus. Passagen Verlag, Wien 2000, ISBN 3-85165-412-9.
- The Clash Within: Democracy, Religious Violence, and India’s Future. Paperback Auflage. Belknap Press, Harvard University Press, Cambridge 2009, ISBN 978-0-674-03059-6 (Erstausgabe:  2007).
  - Rezensionen: Pankaj Mishra: Impasse in India. In: The New York Review of Books. 28. Juni 2007 (nybooks.com).
- Liberty of Conscience. In Defense of America’s Tradition of Religious Equality. Basic Books, New York 2008, ISBN 978-0-465-05164-9.
  - Rezensionen: Alexandra Kemmerer: Polygamie, abseitig. In: Frankfurter Allgemeine Zeitung. Nr. 160, 11. Juli 2008, S. 37 (faz.net). – Emily Bazelon: Good Faith. In: The New York Times. 23. März 2008 (nytimes.com).
- From Disgust to Humanity. Sexual Orientation and Constitutional Law. Oxford University Press, New York 2010, ISBN 978-0-19-530531-9.
- Not For Profit. Why Democracy Needs the Humanities. Princeton University Press, Princeton 2010, ISBN 978-0-691-14064-3. Deutsche Übersetzung: Nicht für den Profit: warum Demokratie Bildung braucht. Übersetzt von Ilse Utz, tibiaPress, Überlingen 2012, ISBN 978-3-935254-91-5.
- Creating Capabilities. The Human Development Approach. Belknap Press, Harvard University Press, Cambridge 2011, ISBN 978-0-674-05054-9. Deutsche Übersetzung: Fähigkeiten schaffen. Neue Wege zur Verbesserung menschlicher Lebensqualität. Freiburg im Breisgau 2015, ISBN 978-3-495-48669-6.
  - Rezensionen: Ingrid Robeyns: Martha Nussbaum’s Creating Capabilities. In: Crooked Timber. 29. August 2011 (crookedtimber.org).
- The New Religious Intolerance. Overcoming the Politics of Fear in an Anxious Age. Belknap Press, Harvard University Press, Cambridge 2012, ISBN 978-0-674-06590-1.
  - Giles Fraser: Martha Nussbaum and the new religious intolerance. 'Is it right to allow nuns to teach in full habit but to ban Muslim teachers wearing headscarves?' In: The Guardian. 29. Juni 2012 (guardian.co.uk). – The New Religious Intolerance. An Interview with Martha Nussbaum (Memento vom 17. Mai 2013 im Internet Archive) – Maleiha Malik: The New Religious Intolerance. Overcoming the Politics of Fear in an Anxious Age. In: Times Higher Education. 26. April 2012 (timeshighereducation.co.uk).
  - deutsch: Die neue religiöse Intoleranz. Ein Ausweg aus der Politik der Angst. Aus dem Englischen von Nikolaus de Palezieux. WBG, Darmstadt 2014, ISBN 978-3-534-26460-5.
- Political Emotions: Why Love Matters For Justice. The Belknap Press of Harvard University Press, Cambridge, Mass. u. a. 2013, ISBN 978-0-674-72465-5. Deutsche Übersetzung: Politische Emotionen: Warum Liebe für Gerechtigkeit wichtig ist. Übersetzt von Ilse Utz, Suhrkamp, Frankfurt am Main 2014, ISBN 978-3-518-58609-9 (Inhaltsverzeichnis PDF; 137 kB).
- Anger and Forgiveness: Resentment, Generosity, Justice. Oxford University Press, New York City, USA 2016, ISBN 978-0-19-933587-9. Deutsche Übersetzung: Zorn und Vergebung: Plädoyer für eine Kultur der Gelassenheit. Wissenschaftliche Buchgemeinschaft, Darmstadt 2017, ISBN 978-3-534-26884-9.
- mit Saul Levmore: Aging Thoughtfully: Conversations about Retirement, Romance, Wrinkles, and Regret. Oxford University Press, New York  2017. Deutsche Übersetzung: Älter werden. Über die Liebe, das Leben und das Loslassen. Wissenschaftliche Buchgesellschaft wbg Theiss, Darmstadt 2018, ISBN 978-3-8062-3792-4.
- The Monarchy of Fear: A Philosopher Looks at Our Political Crisis. Simon and Schuster, New York City 2018. Deutsche Übersetzung: Königreich der Angst: Gedanken zur aktuellen politischen Krise. wbg Theiss, Darmstadt 2019, ISBN 978-3-8062-3875-4.
- The Cosmopolitan Tradition. A Noble but Flawed Ideal, Harvard University Press 2019. Deutsche Übersetzung: Kosmopolitismus. Revision eines Ideals, wbg Theiss, Darmstadt 2020, ISBN 978-3-8062-4058-0.
- Justice for Animals: Our Collective Responsibility. Simon & Schuster, New York 2023, ISBN 978-1-9821-0250-0. Deutsche Übersetzung: Gerechtigkeit für Tiere. Unsere kollektive Verantwortung. Aus dem Englischen von Manfred Weltecke, wbg Theiss, Darmstadt 2023, ISBN 978-3-8062-4559-2.

Sammlungen eigener Aufsätze
- Love’s Knowledge. Essays on Philosophy and Literature. Oxford University Press, New York 1990, ISBN 0-19-507485-8 (books.google.de).

In Herausgeberschaft
- mit Amelie Oksenberg Rorty: Essays on Aristotle’s De Anima. Clarendon Press, Oxford 1992 (books.google.de)
- mit Amartya Sen: The Quality of Life. Clarendon Press, Oxford 1993.
- mit Jonathan Glover: Women, Culture, and Development: A Study of Human Capabilities. Clarendon Press, Oxford 1995, ISBN 0-19-828964-2 (books.google.de).

### Einzelne Aufsätze in Zeitschriften und Sammelbänden, Sonstiges
- Joshua Cohen (Hrsg.): For Love of Country? A New Democracy Forum on the Limits of Patriotism. Beacon Press 1996, ISBN 0-8070-4329-X; eine Sammlung von Stellungnahmen von 14 Autoren wie Appiah und Butler über Putnam, Sen und Taylor bis Wallerstein und Walzer zu Nussbaums vermeintlicher Ablehnung von Patriotismus
- Nature, Function, and Capability: Aristotle on Political Distribution. In: Oxford Studies in Ancient Philosophy. Ergänzungsband 1988, S. 145–184. Deutsch: Die Natur des Menschen, seine Fähigkeiten und Tätigkeiten: Aristoteles über die distributive Aufgabe des Staates. übersetzt von Ilse Utz, In: Gerechtigkeit oder das gute Leben. Suhrkamp, Frankfurt am Main 1998, ISBN 3-518-11739-4.
- Aristotelian Social Democracy. In: R. B. Douglas, G. Mara, H. Richardson (Hrsg.): Liberalism and the Good. Routledge, New York 1990. Deutsch: Der aristotelische Sozialdemokratismus. In: Gerechtigkeit oder das gute Leben. Suhrkamp, Frankfurt am Main 1998
- Non-Relative Virtues: An Aristotelian Approach. In: Martha Nussbaum und Amartya Sen, The Quality of Life. Clarendon Press, Oxford 1993. Deutsch: Nicht-relative Tugenden: Ein aristotelischer Ansatz. übersetzt von Ilse Utz, In: Gerechtigkeit oder das gute Leben. Suhrkamp, Frankfurt am Main 1998
- Gefühle und Fähigkeiten von Frauen. Übersetzung (Ilse Utz) eines unveröffentlichten Vortrags, 1993, In: Gerechtigkeit oder das gute Leben. Suhrkamp, Frankfurt am Main 1998
- Menschliche Fähigkeiten, weibliche Menschen. Übersetzung (Ilse Utz) eines unveröffentlichten Vortrags, 1993, In: Gerechtigkeit oder das gute Leben. Suhrkamp, Frankfurt am Main 1998
- Arbeit an der Kultur der Vernunft. In: Joachim Schulte, Uwe Justus Wenzel (Hrsg.): Was ist ein „philosophisches Problem“? übers. aus dem Engl. von Joachim Schulte, Fischer-Taschenbuch-Verlag, Frankfurt am Main 2001, ISBN 3-596-14931-2.